# Lago Kainji
Il Lago Kainji, ubicato nell'ovest della Nigeria, è un bacino idrico posto sul fiume Niger, originato dall'omonima diga costruita nel 1968.
Il lago si divide tra gli stati nigeriani del Niger e del Kebbi. Ad oggi ha una portata di 15 milioni di metri cubi.

## La diga
La diga si trova nel sud dello Stato del Niger.
La sua costruzione iniziata nel 1964 finì nel 1968, costò circa 209 milioni di dollari, ed un quarto di questi servì per il trasferimento della popolazione locale. 
Insieme con una diga minore, ha una lunghezza totale di 10 km, ed un'altezza nella parte centrale di 65 m.
La diga pur avendo una capacità di 12 turbine, per un totale di 960 MW, ne ha installate solo 10, producendo un totale di 800 MW. Parte di questa produzione comunque è venduta al vicino Stato della Nigeria.